# Nasielsk
Nasielsk (udtale: [ˈnaɕɛlsk])  er en by der ligger i det østlige, centrale Polen, i den sydøstlige del af voivodskabet Masovien (Województwo mazowieckie) og har 7.480(2021) indbyggere og et areal på	12,67 km². Den er administrationsby i powiatet (amt) Nowy Dwór Mazowiecki.

## Historie
En tidlig Lekhitisk (proto-polsk) befæstet bebyggelse blev bygget i det 9. århundrede, og regionen blev en del af den nye polske stat i det 10. århundrede. Nasielsk blev første gang nævnt som Nosidlsk i 1065, i den såkaldte Mogilnoforfalskning af kong Bolesław 2. for Benediktinerklosteret i Mogilno.
I slutningen af det 13. århundrede opstod Nasielsk som sæde for en Kastellan. Det første dokument, der bekræfter denne kendsgerning, blev udstedt i 1297, med meddelelsen om "kommer Thomas castellanus de Nosylk".